# Laura Benz
Laura Benz (* 25. August 1992 in Kloten) ist eine Schweizer Eishockeynationalspielerin, die seit 2009 bei den ZSC Lions Frauen in der Swiss Women’s Hockey League A unter Vertrag steht. Ihre Zwillingsschwester Sara ist ebenfalls Eishockeyspielerin.

## Karriere
Die Zwillingsschwestern Laura und Sara Benz betreiben seit ihrem vierten Lebensjahr gemeinsam Eissport: «Unsere Eltern haben uns zuerst zum Eiskunstlauf geschickt. Viel lieber wollten wir aber so eine tolle Ausrüstung tragen wie unser Eishockey spielender Bruder.» Den Eishockeysport erlernten die beiden  beim EHC Winterthur, durchliefen dessen männliche Nachwuchsmannschaften und spielten zwischen 2007 und 2009 für die U17-Junioren des Vereins in der höchsten Nachwuchsliga der Schweiz (Top-Novizen). Beim Mountain Cup im Februar 2008 debütierte Laura Benz für die Schweizer Eishockeynationalmannschaft der Frauen. Ein Jahr später, während der Play-offs der Leistungsklasse A, kam sie zu ihren ersten Einsätzen für die ZSC Lions Frauen.
Im gleichen Jahr absolvierten die Schwestern ihre erste Weltmeisterschaft der Frauen, nachdem sie ab 2008 für das U18-Nationalteam gespielt hatten. 2010 nahm Laura Benz mit ihrer Schwester an den Olympischen Winterspielen in Vancouver teil. Wenige Monate später schafften die Benz-Zwillinge mit der U18-Nationalmannschaft den Wiederaufstieg in die Top-Division bei der Weltmeisterschaft 2010 der Division I, zu diesem Erfolg trug Laura Benz 5 Tore und 2 Vorlagen bei, während ihre Schwester Sara Topscorerin des Turniers wurde und als beste Stürmerin ausgezeichnet wurde.
Nach bestandener Matura erhielten Laura und Laura Benz Angebote für Stipendien eines US-Colleges. Aufgrund des höheren Ausbildungsniveaus in der Schweiz und der notwendigen Verpflichtung für einen vierjährigen Aufenthalt in Übersee entschieden sie sich stattdessen, in der Schweiz zu studieren. Während Laura ein Medizinstudium aufnahm, liess sich Sara Benz zur Juristin ausbilden.
2011 gewannen die Schwestern mit den ZSC Lions ihren ersten Meistertitel, gleichzeitig war es der erste Meistertitel der ZSC Lions Frauen. 2012 und 2013 folgten weitere Meistertitel mit den Lions. 2014 folgte die Teilnahme an den Olympischen Winterspielen in Sotschi, bei denen sie mit dem Nationalteam die Bronzemedaille gewannen.
2016 gewann Laura eine weitere Schweizer Meisterschaft mit den Frauen der ZSC Lions.

## Erfolge und Auszeichnungen

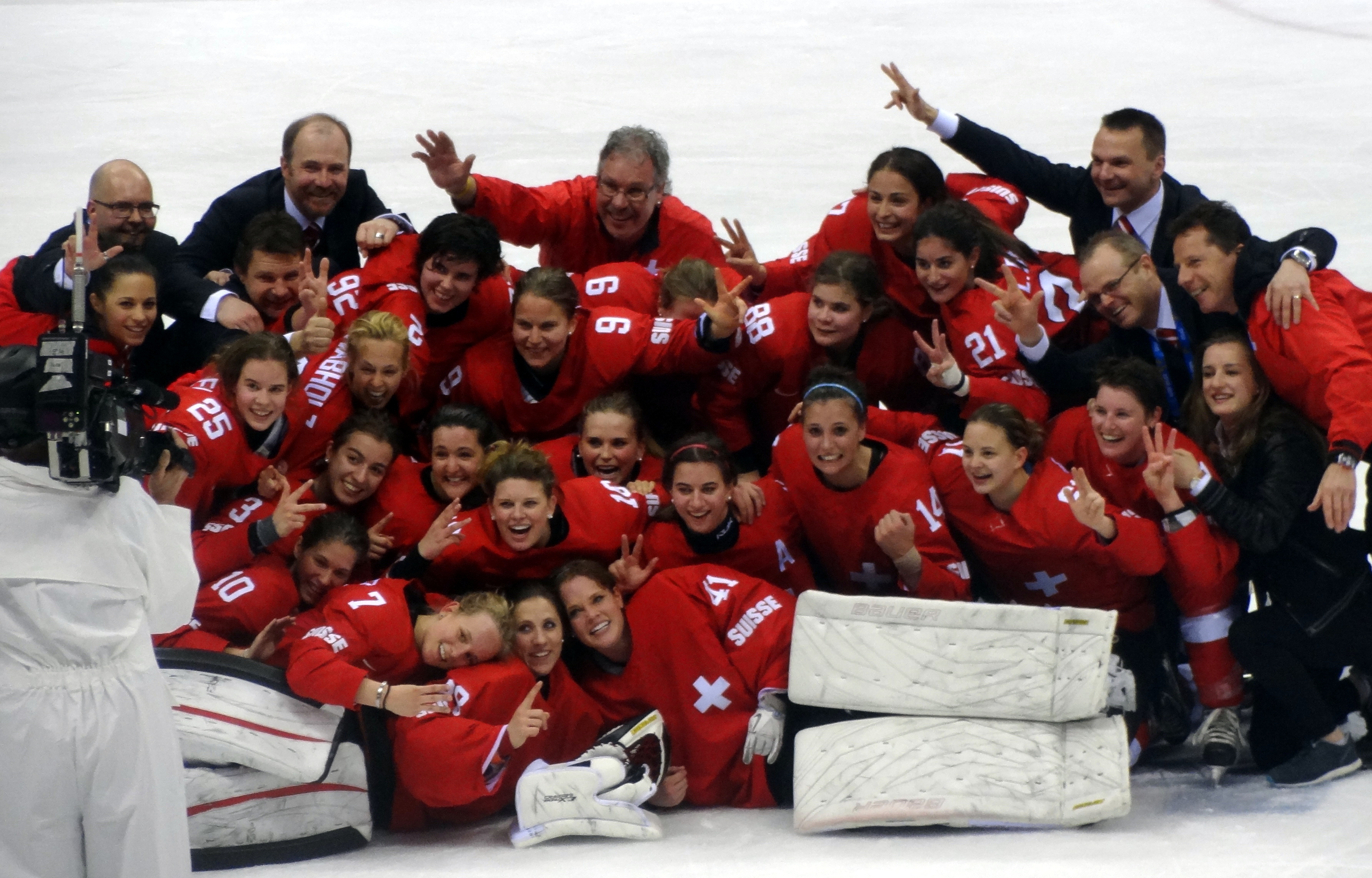
Gewinn der Bronzemedaille bei den Olympischen Winterspielen 2014

- 2010 Aufstieg in Top-Division bei der U18-Weltmeisterschaft der Division I
- 2010 Schweizer Vizemeister mit den ZSC Lions Frauen
- 2011 Schweizer Meister mit den ZSC Lions Frauen
- 2012 Schweizer Meister mit den ZSC Lions Frauen
- 2013 Schweizer Meister mit den ZSC Lions Frauen
- 2010 Schweizer Vizemeister mit den ZSC Lions Frauen
- 2014 Bronzemedaille bei den Olympischen Winterspielen
- 2015 Schweizer Vizemeister mit den ZSC Lions Frauen
- 2016 Schweizer Meister mit den ZSC Lions Frauen

## Karrierestatistik

### International
(Legende zur Spielerstatistik: Sp oder GP = absolvierte Spiele; T oder G = erzielte Tore; V oder A = erzielte Assists; Pkt oder Pts = erzielte Scorerpunkte; SM oder PIM = erhaltene Strafminuten; +/− = Plus/Minus-Bilanz; PP = erzielte Überzahltore; SH = erzielte Unterzahltore; GW = erzielte Siegtore; 1 Play-downs/Relegation; Kursiv: Statistik nicht vollständig)